# Bernd Rosemeyer
Bernd Rosemeyer,  nemški dirkač, * 14. oktober 1909, Lingen, Nemčija, † 28. januar 1938, Frankfurt, Nemčija.
V svoji kratki avtomobilistični karieri, ki je trajala le tri sezone, je dosegel tri prvenstvene zmage, še tri uvrstitve na stopničke na prvenstvenih dirkah in naslov evropskega avtomobilističnega prvaka v sezoni 1936. Ob tem je dosegel še osem zmag na pomembnejših neprvenstvenih dirkah, tudi trikratno zaporedno zmago na nemški dirki Eifelrennen. Leta 1938 se je smrtno ponesrečil ob poskusu postavitve hitrostnega rekorda na avtocesti Frankfurt-Darmstadt.

## Zgodnje življenje
Bernd Rosemeyer se je rodil 14. oktobra 1909 v nemškem mestu Lingen. Njegov oče je bil lastnik garaže in mehanske delavnice, kjer se je po končani šoli Bernd tudi zaposlil kot pomočnik. Že pri enajstih letih ga je ustavil policaj, ko je z očetovim avtomobilom peljal prijatelje v bližnje mesto Nordhorn, pri dvanajstih pa je z bratom Jobom organiziral privatno motociklistično dirko, na kateri je tudi zmagal. V starosti šestnajstih let je pridobil vozniško dovoljenje v treh kategorijah, toda zaradi dirkanja po javnih cestah ga je tudi kmalu izgubil.

## Dirkaška kariera

### Dirkaški začetki
Leta 1931 je tovarna motociklov Zündapp pripravila izbor za novega dirkača na bližnjem hipodromu, zaradi bolezni enega od tovarniških dirkačev, kot najhitrejši dirkač je bil izbran Bernd. Svojo prvo dirki je peljal čez nekaj tednov na stezi v Oldenburgu, kjer je v razredu do 250 cm³ zmagal, v sezoni pa je dosegel še deset zmag. Leta 1932 je s privatnim BMWjem začel nastopati na cestnih dirkah, brat Job pa je postal njegov manager. Istega leta je Bernd zmagal na motociklistični dirki v Hohenysburgu v razredu do 500 cm³, v razredu do 1000 cm³ pa je bil z istim motociklom drugi. Naslednje leto se je preselil v moštvo NSU, s katerim je zmagal na dirki v Shleizeju, na dirki Bodhenheim Ring Rennen, madžarski dirki Guggerberg Rennen, Tat, gorski dirki Gödöllö in kilometrski dirki v Budimpešti. V naslednji sezoni 1934 se je preselil v moštvo DKW, s katerim je zmagal v Schleizeju, Hohenstaufenu, 2000 km Fahrta in dirki Internationalen 6-Tage Fahrt.

### Preizkus Auto Uniona
DKW pa je bil del tovarne Auto Union, ki je tistega leta naredil revolucionaren dirkalnik s sredinskim motorjem za nastopanje na Velikih nagradah, s katerim so želeli v naslednji sezoni 1935 nastopati na Evropskem avtomobilističnem prvenstvu. Toda niso imeli dirkača, ki bi z dirkalnikom lahko uspešno dirkal, kajti namesto običajnega položaja dirkača na zadnji osi dirkalnika, je sedel tu dirkač na prednji osi, s čimer so dirkači izgubili občutek za zadnji del dirkalnika. Šef dirkaškega moštva Willy Walb je zato na preizkus poklical motoristične dirkači, ki naj bi bili tega položaja vajeni, med dvanajstimi poklicanimi pa je bil tudi Bernd Rosemeyer. Ob preizkusu se je nevajen takšne moči motorja zavrtel že v prvem ovinku, tako da je moral šef moštva Walb odskočiti v blatni jarek. Toda po nekaj krogih se je dirkalnika privadil in odpeljal nekaj hitrih krogov, pri tem pa se ni zmenil za kričanje iz boksov, ki so želeli da tam parkira dirkalnik, kajti vsak od dirkačev naj bi odpeljal le dva kroga. Bernd pa je dirkal, dokler ni ostal brez goriva, najboljši čas pa je postavil 11'20", s čimer se je močno približal času najhitrejšega tovarniškega dirkača Hansa Stucka. Kasneje so izvedli test še na različici steze Sudschleife, ki jo noben od dirkačev ni poznal, Rosemeyer pa je ponovno postavil drugi čas, tokrat je bil 1,6 sekunde za tovarniškim dirkačem Paulom Pietschem. Walb je imel nekaj pripomb na vožnjo Rosemeyerja, toda priporočil ga je kot nadomestnega dirkača za sezono 1935.

### Sezona 1935
Prvo priložnost je Bernd dobil na prvi nemški dirki sezone 1935, Avusrennen, kjer je štartal s četrtega štartnega mesta in po boju s kasnejšim zmagovalcem Luigiem Fagiolijem v prvih treh krogih, je odstopil zaradi predrte pnevmatike. Naslednjič je nastopil na naslednji domači dirki Eifelrennen, kjer je štartal s sredine štartne vrste in se počasi prebijal v ospredje. V tretjem krogu je ujel legendarnega Rudolfa Caracciolo, ga prehitel in se prebil v vodstvo. Držal ga je vse do zadnjega kroga, ko je pri izhodu iz ovinka Schwalbenschwantz prehitro prestavil v višjo prestavo in omogočil Caracciola, ki mu je vseskozi sledil, da se je zaradi boljšega pospeševanja prebil nazaj v vodstvo in zmagal s prednostjo 1,6 sekunde pred Rosemeyerjem. Sicer je bil po dirki zelo jezen zaradi zapravljene priložnosti za prvo zmago, toda s to dirko si je zagotovil položaj stalnega dirkača moštva ob Hansu Stucku in Achillu Varziju. Na naslednji dirki za Veliko nagrado Francije je Rosemeyer odstopil, toda nato prevzel Varzijev dirkalnik in po več nepredvidenih postankih v boksih sta skupaj zasedla peto mesto. Na dirki za Velika nagrada Nemčije je Rosemeyer z agresivno vožnjo sicer navduševal gledalce, toda zaradi izrabljenih pnevmatik je moral že v šestem krogu na postanek v bokse. Kasneje je ujel vodilne, pa ponovno zašel v težave in zasedel četrto mesto, zmagal pa je Tazio Nuvolari v svoji najboljši dirki kariere.
Na dirki Coppa Acerbo sta bila Rosemeyer in Varzi glavna favorita za zmago. Bernd je izžrebal štartni položaj v zadnji vrsti, toda kmalu se je prebil do drugega mesta. V zaviranju pred enim od ovinkov je naredil napako in se rešil nazaj na stezo z vožnjo med kandelabrom in stebrom mosta. Kljub že dodobra uničenem zadnjem delu dirkalnika, je Rosemeyer zasedel drugo mesto za Varzijem. Ferdinand Porsche, konstruktor dirkalnikov Auto Union, je po dirki izmeril razdaljo med kandelabrom in stebrom, kjer se je rešil Bernd, in nameril le 5 cm več od največje širine dirkalnika. Na dežni dirki za Veliko nagrado Švice je Rosemeyer zasedel tretje mesto, na dirki za Veliko nagrado Italije je v devetnajstem krogu odstopil, toda nato prevzel Varzijev dirkalnik in skupaj sta zasedla tretje mesto, na dirki za Veliko nagrado Španije pa je po dodatnem nepredvidenem postanku v boksih zaradi razbite sprednje šipe dirkalnika, v katero je priletel kamen, zasedel peto mesto. Nato je nastopil na dirki za Velika nagrada Masaryka, kjer je vseskozi nadzoroval dirko in v velikem slogu dosegel svojo prvo zmago na najvišjem nivoju dirkanja.

### Sezona 1936
Sezono 1936 se je za Rosemeyerja začela sila neobetavno, saj na prvih štirih dirkah ni končal v ospredju. Nato pa je prišla na vrsti dirka Eifelrennen, ki je potekala v močnem dežji in megli. Kot da to Bernda ne bi motilo je proti Nuvolariju, ki je držal drugo mesto, bežal tudi po neverjetnih 30 sekund na krog, in dosegel eno največjih zmag v svoji karieri, po kateri je dobil vzdevek Nebelmeister (Mojster megle). Nuvolari se mu je maščeval že na naslednji dirki za Veliko nagrado Madžarske z zmago pred Rosemeyerjem, ki je moral odvreči rokavice in ob koncu dirke sploh ni več čutil rok, iz dirkalnika pa so ga morali dvigniti mehaniki. Nato je sledil odličen zaključek sezone z zmagami na prvenstvenih dirkah za Veliko nagrado Nemčije, kjer je slavil s prednostjo kar štirih minut pred Stuckom, Veliko nagrado Švice, kjer ga Caracciola ni želel spustiti naprej ob prehitevanju za krog, verbalni dvoboj pa se je nadaljeval tudi po dirki v hotelskem dvigalu, vseeno pa je slavil z minuto prednosti pred Varzijem, in Veliko nagrado Italije ter naslov evropskega avtomobilističnega prvaka z veliko prednostjo petih točk pred Stuckom. Ob tem je dosegel še svojo prvo zmago na dirki Coppa Acerbo.

### Sezona 1937
V naslednji sezoni 1937 Auto Union ni bil več najboljši dirkalnik sezone in v boje za zmago so se pogosteje vmešali še dirkači Mercedes-Benza in Alfe Romeo. Prvo zmago sezone je dosegel na dirki Eifelrennen, kjer je po težkem boju s Caracciolo dosegel svojo tretjo zaporedno zmago. Drugo zmago sezone je dosegel na prenovljeni stezi dirke Vanderbilt Cup, tretjo na dirki Coppa Acerbo, kjer je v osmem krogu po treh kolesih pripeljal v bokse po tem, ko je s kolesom zadel v kamen in je nekaj kilometrov za tem odpadlo, četrto in zadnjo pa na dirki za Veliko nagrado Doningtona. V prvenstvu je dosegel le dve uvrstitvi, tretji mesti nad dirkah za Veliko nagrado Nemčije in Veliko nagrado Italije, kar je pomenilo delitev sedmega mesta na prvenstveni lestvici. Po koncu sezone je na avtocesti postavil hitrost 406,32 km/h, s čimer je postal prvi prek 400 km/h na javni cesti.

### Smrtna nesreča
28. januarja 1938 se je Bernd Rosemeyer na avtocesti Frankfurt-Darmstadt smrtno ponesrečil ob poskusu postavitve novega hitrostnega rekorda na javnih cestah, njegov dirkalnik je zdrsnil s ceste in se raztreščil v gozdu. Z vojaškimi častmi je bil pokopan na berlinskem pokopališču Dahlem, na mestu nesreče pa stoji spominsko obeležje.

## Zasebno življenje
Po svoji prvi zmagi na dirki za Velika nagrada Masaryka v sezoni 1935 je spoznal popularno nemško pilotko Elly Beinhorn, s katero sta se po nekaj vztrajnosti z njegove strani poročila 13. julija 1936. Na dirki Coppa Ciano istega leta ni bil videli razpoložen in je odstopil že v osmem krogu. Kasneje je povedal, da se mi mogel skoncentrirati na dirko, ker je ravno na tisti dan njegova žena z lovcem Messerschmitt Bf 108 letela preko treh celin. V telegramu je napisal, da ji čestita za uspeh, ampak da ga ne sme nikoli več zapustiti. In res ga je Elly Beinhorn-Rosemeyer od tedaj spremljala na vseh dirkah.

## Pomembnejše zmage
- Eifelrennen (1935, 1936, 1937)
- Velika nagrada Doningtona (1937)
- Coppa Acerbo (1936, 1937)
- Velika nagrada Masaryka (1935)
- Velika nagrada Nemčije (1936)
- Velika nagrada Italije (1936)
- Velika nagrada Švice (1936)
- Vanderbilt Cup (1937)

## Popolni rezultatiEvropskega avtomobilističnega prvenstva
(legenda) (odebeljene dirke pomenijo najboljši štartni položaj)
| Leto | Moštvo     | Tovarna    | 1       | 2     | 3       | 4       | 5     | Prv | Toč |
| ---- | ---------- | ---------- | ------- | ----- | ------- | ------- | ----- | --- | --- |
| 1935 | Auto Union | Auto Union | BEL     | NEM 4 | ŠVI 3   | ITA Ret | ŠPA 5 | 5=  | 25  |
| 1936 | Auto Union | Auto Union | MON Ret | NEM 1 | ŠVI 1   | ITA 1   |       | 1   | 10  |
| 1937 | Auto Union | Auto Union | BEL     | NEM 3 | MON Ret | ŠVI Ret | ITA 3 | 7=  | 28  |